# بيرت ليندسي
بيرت ليندسي هو لاعب هوكي الجليد كندي، ولد في 23 يوليو 1881 في سينتر ولينغتون في كندا، وتوفي في 11 نوفمبر 1960 في سارنيا في كندا.

## وصلات خارجية
- بيرت ليندسي على موقع دوري الهوكي الوطني (الإنجليزية)
- بيرت ليندسي على موقع قاعة مشاهير الهوكي (لاعب أن.إتش.أل) (الإنجليزية)
- بيرت ليندسي على موقع EliteProspects.com (الإنجليزية)
- بيرت ليندسي على موقع HockeyDB.com (الإنجليزية)
- بيرت ليندسي على موقع Hockey-Reference.com (الإنجليزية)